# 中日スポーツ賞
中日スポーツ賞（ちゅうにちスポーツしょう）は、金沢競馬場で施行されていた地方競馬の重賞競走である。

## 概要
1981年から1998年の間、金沢所属のアングロアラブ限定戦としてダート1900mで実施された。
賞金額は最も高い1992年から1996年までで450万円が用意された。

## 歴代優勝馬
| 回次   | 開催日        | 優勝馬             | 性齢 | 所属 | タイム | 騎手       | 調教師   |
| ------ | ------------- | ------------------ | ---- | ---- | ------ | ---------- | -------- |
| 第1回  | 1981年5月31日 | ヌタツプホマレ     | 牡7  | 金沢 | 2:06.7 | 大瀬戸豊   | 森井勇治 |
| 第2回  | 1982年5月30日 | セントリチカラ     | 牡4  | 金沢 | 2:05.5 | 岩切敏男   | 松田初市 |
| 第3回  | 1983年5月29日 | カツオーザ         | 牡5  | 金沢 | 2:04.7 | 山中利夫   | 鍋島進   |
| 第4回  | 1984年5月27日 | センジユハヤブサ   | 牡4  | 金沢 | 2:07.0 | 大瀬戸豊   | 森井勇治 |
| 第5回  | 1985年5月26日 | キングフアイブ     | 牡4  | 金沢 | 2:08.0 | 本忠司     | 南一吉   |
| 第6回  | 1986年6月1日  | テルタノワケオー   | 牡4  | 金沢 | 2:05.8 | 中川雅之   | 中川一男 |
| 第7回  | 1987年5月31日 | カズノダイドウ     | 牝6  | 金沢 | 2:07.5 | 山下誠     | 今井光三 |
| 第8回  | 1988年5月29日 | タマノシヤーク     | 牝5  | 金沢 | 2:07.8 | 松野勝己   | 奥十一   |
| 第9回  | 1989年5月28日 | ニシキソロン       | 牡3  | 金沢 | 2:07.7 | 桑野等     | 桑野進   |
| 第10回 | 1990年5月27日 | テツノオージヤー   | 牡5  | 金沢 | 2:06.6 | 山中利夫   | 服部道夫 |
| 第11回 | 1991年5月26日 | タイガーシヨウハイ | 牡4  | 金沢 | 2:06.8 | 吉井敏雄   | 近藤襄   |
| 第12回 | 1992年5月31日 | ダライオーカン     | 牡4  | 金沢 | 2:06.2 | 大瀬戸豊   | 勝田穂   |
| 第13回 | 1993年5月30日 | キタノサミット     | 牡4  | 金沢 | 2:07.1 | 渡辺壮     | 山田桓祝 |
| 第14回 | 1994年5月29日 | アースフェアリー   | 牝4  | 金沢 | 2:08.2 | 中川雅之   | 中川一男 |
| 第15回 | 1995年7月2日  | アクションビーム   | 牡4  | 金沢 | 2:05.7 | 安部竜司   | 野田幸雄 |
| 第16回 | 1996年7月7日  | ワイルドオフ       | 牡4  | 金沢 | 2:07.5 | 長嶋和彦   | 青山義明 |
| 第17回 | 1997年7月13日 | アイカンセンプー   | 牝3  | 金沢 | 2:07.6 | 蔵重浩一郎 | 宗綱貢   |
| 第18回 | 1998年7月12日 | リーダーキング     | 牡4  | 金沢 | 2:08.8 | 端勝成     | 蝦名弘   |

- 優勝馬の馬齢は現表記を用いる。

### 各回競走結果の出典
- 中日スポーツ賞　歴代優勝馬 - 地方競馬全国協会